# Blade Runner Trilogy. 25th Anniversary
Blade Runner Trilogy. 25th Anniversary es un box set del músico griego Vangelis, editado en 2007 con sus temas para la banda sonora de la película Blade Runner (1982), así como música inspirada por la misma.
La caja se compone de tres discos: la banda sonora editada en 1994, más dos CD con material previamente inédito, siendo el tercer disco, BR 25, música especialmente compuesta por Vangelis por el 25º aniversario de la película.

## Lista de temas
CD 1Blade Runner (BSO 1994)
1. "Main Titles"
2. "Blush Response"
3. "Wait for Me"
4. "Rachel's Song"
5. "Love Theme" (Vangelis-Peter Skellern)
6. "One More Kiss, Dear"
7. "Blade Runner Blues"
8. "Memories of Green"
9. "Tales of the Future"
10. "Damask Rose"
11. "Blade Runner (End Titles)"
12. "Tears in Rain"

CD 2Material previamente inédito
1. Longing
2. Unveiled Twinkling Space
3. Dr. Tyrell's Owl
4. At Mr. Chew's
5. Leo's Room
6. One Alone
7. Deckard and Roy's Duel
8. Dr. Tyrell's Death
9. Desolation Path
10. Empty Streets
11. Mechanical Dolls
12. Fading Away

CD 3BR 25 (música compuesta por Vangelis por el 25º aniversario del film)
1. Launch Approval (voz: Bryce Bolton, Scott Bolton)
2. Up and Running (voz: Ridley Scott)
3. Mail From India (ney: C. Lambrakis)
4. BR Downtown (voz: Akiko Ebi, Bruno Delaye, Cherry Vanilla, Oliver Stone)
5. Dimitri's Bar (saxo: Dimitris Tsakas / voz: Akiko Ebi, Oliver Stone)
6. Sweet Solitude (saxo: Dimitris Tsakas)
7. No Expectation Boulevard (voz: Bhaskar Balakrishnan, Laura Metaxa, Ridley Scott, Rutger Hauer, Shobhana Balakrishnan, Wes Studi, Zhao Yali)
8. Vadavarot (voz: Florencia Suayan Tacod, Irina Valentinova)
9. Perfume Exótico (voz: Edward James Olmos)
10. Spotkanie Z Matka (voz: Roman Polanski)
11. Piano in an Empty Room
12. Keep Asking (voz: Bryce Bolton)